# Black Shark 4
Black Shark 4 та Black Shark 4 Pro — ігрові смартфони, розроблені дочірньою компанією Xiaomi Black Shark. Були представлені 23 березня 2021 року. Також 13 жовтня того ж року були представлені Black Shark 4S та Black Shark 4S Pro. Black Shark 4S в загальному відрізняється від Black Shark 4 оформленням задньої панелі, а 4S Pro від 4 Pro ще й потужнішим процесором. 30 березня 2022 року разом з Black Shark 5 та Black Shark 5 Pro був представлений Black Shark 5 RS, що майже не відрізняється від Black Shark 4 Pro/4S Pro.

## Дизайн
Задня панель виконана з пластику, а екран — зі скла. Бокова частина виконана з алюмінію.
Знизу розміщені роз'єм USB-C, динамік, мікрофон та 3.5 мм аудіороз'єм. Зверху розташований другий динамік. З лівого боку розміщені кнопки регулювання гучності, другий мікрофон та слот під 2 SIM-картки. З правого боку розміщені кнопка блокування смартфону, механічні спускові гачки та слайдери для їх активації. На задній панелі розташований логотип Black Shark, RGB-підсвітлення у Pro-версіях, модуль потрійної камери та LED спалах.
Black Shark 4 продається в 5 кольорах: Mirror Black (чорний з X-подібним візерунком), синьому з X-подібним візерунком, рожевому з X-подібним візерунком, чорному та сріблястому.
Black Shark 4 Pro продається в 4 кольорах: Mirror Black (чорний з X-подібним візерунком), темно-синьому з X-подібним візерунком, чорному та сріблястому з X-подібним візерунком.
Black Shark 4S та 4S Pro продаються в чорному та білому кольорах.
Black Shark 5 RS продається в кольорах Sky Black (чорний) та Shining Star Yellow (жовтий).

## Технічні характеристики

### Платформа
Black Shark 4 та 4S отримали процесор Qualcomm Snapdragon 870 та графічний процесор Adreno 650.
Black Shark 4 Pro та 5 RS у версії 8/256 ГБ отримали процесор Qualcomm Snapdragon 888 та графічний процесор Adreno 660.
Black Shark 4S Pro та 5 RS у версії 12/256 ГБ отримали процесор Qualcomm Snapdragon 888+ та графічний процесор Adreno 660.

### Батарея
Батарея отримала об'єм 4500 мА·год та підтримку 120-ватної швидкої зарядки.

### Камера
Black Shark 4 та 4S отримали основну потрійну камеру 48 Мп, f/1.8 (ширококутний) + 8 Мп, f/2.3 (ультраширококутний) + 5 Мп, f/2.4 (макро) з фазовим автофокусом та здатністю запису відео в роздільній здатності 4K@60fps. Фронтальна камера отримала роздільність 20 Мп, світлосилу f/2.0 (ширококутний) та вміє записувати відео в роздільній здатності 1080p@30fps.
Black Shark 4 Pro, 4S Pro та 5 RS отримали основну потрійну камеру 64 Мп, f/1.8 (ширококутний) + 8 Мп, f/2.3 (ультраширококутний) + 5 Мп, f/2.4 (сенсор глибини) з фазовим автофокусом та здатністю запису відео в роздільній здатності 4K@60fps. Фронтальна камера отримала роздільність 20 Мп, світлосилу f/2.5 (ширококутний) та вміє записувати відео в роздільній здатності 1080p@30fps.

### Екран
Екран Super AMOLED, 6.67", FullHD+ (2400 × 1080) зі щільністю пікселів 395 ppi, співвідношенням сторін 20:9, частотою оновлення екрану 144 Гц та круглим вирізом під фронтальну камеру, що розміщений зверху в центрі.

### Пам'ять
Black Shark 4 продається в комплектаціях 6/128, 8/128, 12/128 та 12/256 ГБ.
Black Shark 4S продається в комплектаціях 8/128, 12/128 та 12/256 ГБ.
Black Shark 4 Pro та 4S Pro продаються в комплектаціях 8/256, 12/256 та 16/512 ГБ.
Black Shark 5 RS продається в комплектаціях 8/256 та 12/256 ГБ.
Якщо в Black Shark 4 та 4S використовується пам'ять типу UFS 3.1, то в інших моделей також використовується дисковий масив SSD.

### Програмне забезпечення
Black Shark 4 та 4 Pro були випущені на зміненій версії MIUI 12 під назвою JOYUI 12.5 на базі Android 11, 4S та 4S Pro ― JOYUI 12.8 на базі Android 11, 5 RS ― JOYUI 12.8 на базі Android 12.

## Black Shark 4S Gundam Edition
Black Shark 4S Gundam Edition — спеціальна версія Black Shark 4S, присвячена аніме Гандам. Відрізняється стилізованим дизайном, чохлом, коробкою та темою оформлення системи.